# Klagenfurter Schnellstraße
De Klagenfurter Schnellstraße (S37) is een 18 kilometer lange autoweg in Oostenrijk.
De weg begint bij St. Veit-Nord, waar de B317 naadloos overgaat in de S37, waarna de weg ten oosten van St. Veit in zuidwaartse richting verloopt. Bij Klagenfurt-Nord eindigt vervolgens de autoweg met een incompleet knooppunt op de A2 en de B83.
De S37 is in 2007 ontstaan nadat de wegbeheerder ASFiNAG een gedeelte van de B317 heeft omgezet in Schnellstraße, om zo te voorkomen dat te veel vrachtwagens het traject tussen Wenen en Klagenfurt tolvrij berijden. Sinds de omnummering naar S37 is op dit tracé naast de vrachtwagentol ook een tolvignet voor personenauto's van toepassing. Daarnaast geldt er op de B317 een compleet verbod op vrachtwagens boven de 7,5 ton, bestemmingsverkeer uitgezonderd, om sluipverkeer van vrachtwagens tegen te gaan.
Net zoals de reeds uitgebouwde B317 tussen Friesach en St. Veit is de S37 grotendeels als een substandaard autoweg uitgebouwd met 2+2 rijstroken zonder middenberm. In 2024 werd de S37 in St. Veit omgebouwd tot 2+2 rijstroken met middengeleider. Tussen Maria Saal en Karnburg is de weg met 2+1 profiel uitgevoerd en het laatste tracé tot Klagenfurt-Nord is enkelbaans. De S37 eindigt met een verkeerslicht bij de aansluiting op de A2 en de overgang in de B83. Over de gehele lengte van de S37 geldt een maximale snelheid van 100 km/u.

## Planningen
Oorspronkelijk heeft de ASFiNAG gepland om de S37 door te trekken tot Scheifling, waar de autoweg zou moeten aansluiten op de snelweg S36 die vanuit Judenburg naar Scheifling gebouwd zou worden. Zo zou er een alternatieve route ontstaan voor verkeer vanuit Wenen naar Klagenfurt, welke ook nog eens 20 kilometer korter is. Wegens beperkte financiële middelen is dit project echter in de ijskast beland. Tevens is er ook een grote weerstand, omdat men bang is dat hierdoor een complete nieuwe transitroute zal ontstaan.
Wel wil de wegbeheerder de reeds uitgebouwde B317 vanaf de grens met Stiermarken tot het huidige begin van de S37 om laten nummeren in Schnellstraße, zodat ook hiervoor tol betaald moet worden. Daarnaast zal de complete S37 worden voorzien van een scheiding tussen de rijrichtingen, zodat de Klagenfurter Schnellstraße ook aanzienlijk veiliger wordt gemaakt. De weg staat in Karinthië immers bekend als dodenweg.
Autobahnen: A1 · A2 · A3 · A4 · A5 · A6 · A7 · A8 · A9 · A10 · A11 · A12 · A13 · A14 · A21 · A22 · A23 · A24 · A25 · A26
Schnellstraßen: S1 · S2 · S3 · S4 · S5 · S6 · S7 · S8 · S10 · S16 · S18 · S31 · S33 · S34 · S35 · S36 · S37